# Deutsche Bundesbahn
Deutsche Bundesbahn nebo DB (v němčině jednotné číslo, v překladu Německá spolková dráha, česky ale často množné: Německé spolkové dráhy, někdy Německá spolková železnice) byla vytvořena jako státní železniční společnost nově vytvořené Spolkové republiky Německo 7. září 1949 jako nástupce Deutsche Reichsbahn-Gesellschaft (DRG). Až do znovusjednocení Německa zůstala DB státní železniční společností západního Německa, poté se spojila s bývalou východoněmeckou Deutsche Reichsbahn (DR) a vytvořily akciovou společnost Deutsche Bahn, která začala existovat k 1. lednu 1994.

## Vznik

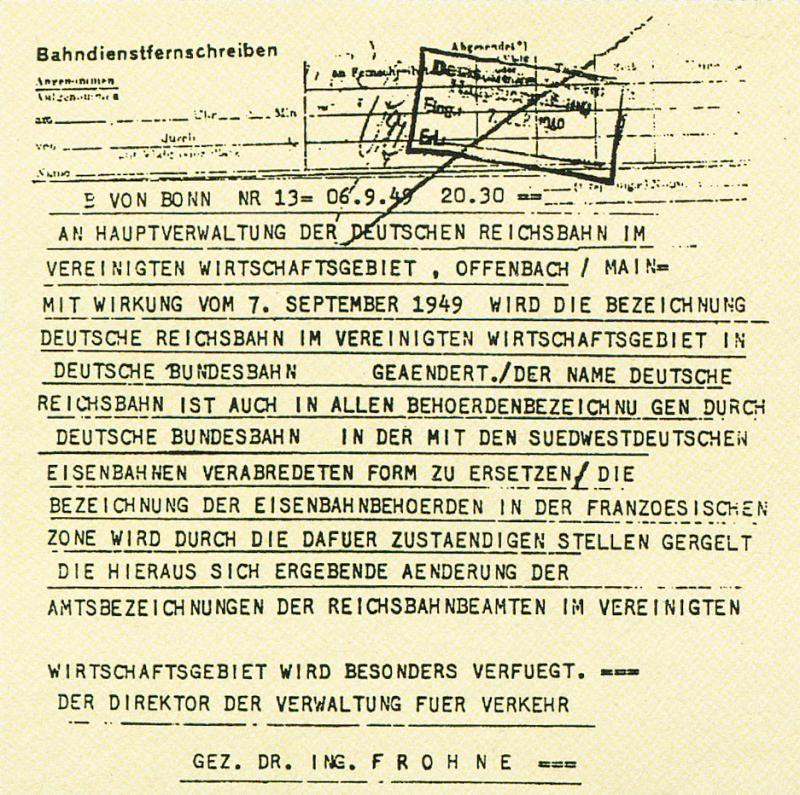
Telegram oznamující vznik Deutsche Bundesbahn

Po druhé světové válce měla každá z vojenských vlád ve spojeneckých okupačních zónách v Německu de facto na starost německé železnice na svých územích. 10. října 1946 vytvořily železnice v britské a americké okupační zóně Deutsche Reichsbahn im Vereinigten Wirtschaftsgebiet, zatímco 25. června 1947 vytvořily provincie pod francouzskou okupací Südwestdeutsche Eisenbahn. Se vznikem NSR byly tyto nástupnické organizace DRG sjednoceny a situace uzákoněna Zákonem o spolkové železnici (Bundesbahngesetz), který byl ratifikován 13. prosince 1951. Železnice v Sársku se připojila 1. ledna 1957.

## Organizace
DB byla státem vlastněná společnost, která, až na několik málo výjimek, vykonávala monopol nad železniční dopravou po celém západním Německu. DB byla pod kontrolou Bundesverkehrsministerium (Ministerstvo pro spolkovou dopravu). Se sídlem ve Frankfurtu nad Mohanem byla v roce 1985 DB třetím největším zaměstnavatelem v NSR s 322 383 zaměstnanci. Bezpečnost zajišťovala zvláštní přepravní policie (Bahnpolizei). Stravovací potřeby DB byly uspokojovány společností "Deutsche Schlafwagen- und Speisewagengesellschaft" (DSG), později "Deutsche Service-Gesellschaft der Bahn", zatímco bývalý dodavatel DRG Mitropa sídlil ve východním Německu a obsluhoval Deutsche Reichsbahn v NDR.
Protože Západní Berlín ležel mimo území NDR, místní a dálková železniční doprava byla v rozděleném městě obsluhována výsadně DR, i když DB poskytovaly jízdenky v Hardenbergstrasse v blízkosti hlavního západoberlínského nádraží Zoologischer Garten.

## 1949 - 1970
V prvních letech po skončení druhé světové války patřila k hlavním cílům rekonstrukce těžce poškozené infrastruktury a doplnění lokomotiv a vagonů. Na rozdíl od Deutsche Reichsbahn v NDR nebyla DB předmětem reparací a profitovala z přílivu kapitálu skrz Marshallův plán. Během prvních let byly vyrobeny a uvedeny do provozu nové parní motory. Posledním parním typem lokomotivy byla Třída 10, která vstoupila do služby v roce 1957. Z třídy 10 byly postaveny pouze dvě jednotky. V roce 1959 převzala DB poslední dodávku parní lokomotivy, což byla poslední z 23 lokomotiv této třídy, které byly dodány. Brzy nato se zvýšením masové motorizace začala železnice ztrácet pasažéry. Následkem toho byly na některých tratích představeny železniční autobusy, zatímco jiné málo využívané tratě byly uzavřeny. Mnoho tratí bylo ve vzrůstající míře elektrifikováno. V posledních letech tohoto období se začalo snižovat použití parních motorů nebo eventuálně zcela nahrazovat. Poslední z nich ustal v pravidelné službě v roce 1977. Ve vzrůstající míře byl pohon prováděn dieselovými nebo elektrickými motory. Se vzrůstajícím užíváním dieselových a elektrických lokomotiv se dosáhlo pokroku v čase, kdy pasažéři cestovali v klesající míře. Byly představeny nové typy vlaků pro pasažéry, např. Trans Europe Express a InterCity.
Také přeprava zboží musela soutěžit se stále vzrůstající konkurencí nákladních automobilů. Navíc tradiční služby, jako např. přeprava uhlí a železné rudy, klesaly s celkovými změnami v ekonomice.

## 1970 - 1993
Po uvedení do provozu vlaků TGV ve Francii byl vytvořen systém vysokorychlostních vlaků ICE. Na nových vysokorychlostních tratích muselo být zavedeno nebo rozšířeno vysoké napětí, např. na vysokorychlostní trati Hannover - Würzburg. Dalšími charakteristikami tohoto období jsou představení počítačových systémů a kroky směrem k integrovanému systému evropské železnice. Vagony byly opatřovány barevnějším a živějším nátěrem.
V říjnu 1990 byly oba německé státy sjednoceny a jak DB, tak DR byly kryty kapitálem německé spolkové vlády. Článek 26 Smlouvy o sjednocení (Einigungsvertrag) určil, že DR se spojí s DB při nejbližší možné příležitosti. Mezitím DB iniciovala novou regulaci obchodu s DR, začala provozovat služby IC a ICE do Berlína a rozšířila služby IC a ICE do významných měst na východě Německa. 1. června 1992 vytvořily DB a DR administrativně společné představenstvo, které řídilo obě společnosti. Fúze byla ale odložena kvůli struktuře fúzované železnice a stížnostem německých politiků na stále vzrůstající roční provozní schodek způsobený DB a DR. Po několika letech odkladů navrhlo Bundesverkehrsministerium obsáhlou reformu německého železničního systému (Bahnreform), která byla schválena Bundestagem v roce 1993 a v platnost vstoupila 1. ledna 1994. Srdcem balíčku reforem bylo a) fúze DB a DR, b) změna formy společnosti na akciovou společnost. Nicméně akciová společnost Deutsche Bahn AG byla stále vlastněna státem.

## Prezidenti DB
- Heinz Maria Oeftering, 13. květen 1957 – 12. květen 1972
- Wolfgang Vaerst, 13. květen 1972 – 12. květen 1982
- Reiner Gohlke, 13. květen 1982 – 18. červen 1990
- Heinz Dürr, 1. leden 1991 – 31. prosinec 1993 (a poté hlava nově vytvořené akciové společnosti Deutsche Bahn)